# Église Notre-Dame-de-la-Platé de Castres
L'église Notre-Dame de la Platé est un édifice religieux catholique situé à Castres, dans le Tarn (France). Elle est classée monument historique par arrêté du 11 août 1987.

## Histoire

### Origine
L'église Notre-Dame de la Platé est citée pour la première fois au XIe siècle, Platé venant de sa position sur un petit plateau. Le bâtiment actuel remplace donc une église plus ancienne détruite par les protestants durant les guerres de religion, pour renforcer l'enceinte fortifiée de la ville. Seul le clocher subsiste dans un premier temps, servant de poudrière aux huguenots, poudrière qui explose d'ailleurs durant l'occupation protestante à cause de la foudre. 

### La reconstruction

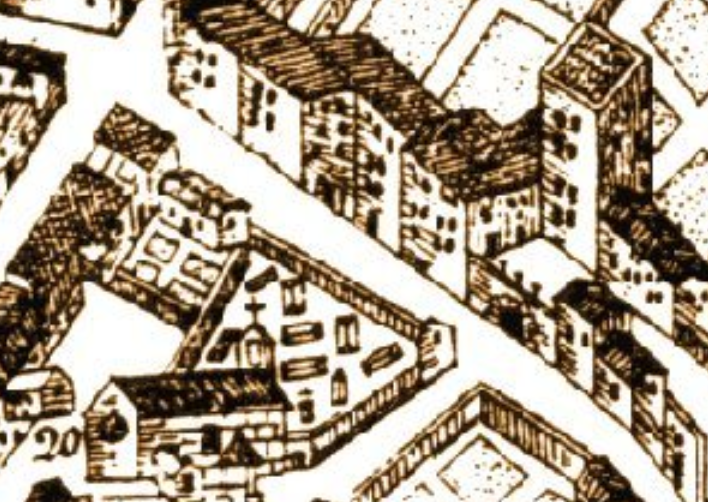
L'église en 1674 (au n°20) avant les remaniements face à l'hôtel de Viviès

La reconstruction débute en 1607 puis l'église est profondément remaniée en 1741 dans le style jésuite et baroque de l'Église du Gesù de Rome. Le presbytère est construit dès 1755, et le clocher en 1771. 
Au début du XIXe siècle, Emilie de Villeneuve, sainte de l'église catholique, prononce ses vœux dans l'église. Un retable commémore l'événement.
L'église fut fermée au public en 1997 et le toit de l'édifice, en mauvais état, causa de nombreuses infiltrations qui détériorèrent les enduits et peintures du plafond et des voûtes de l'église. Les travaux d'assainissement et de réfection de la toiture, des bas-côtés et de la façade ont été réalisés. La dernière tranche de travaux qui concerne la restauration des peintures a été réalisée en 2017.
Depuis 2015, l'édifice est rouvert au public lors de concerts et cérémonies ponctuels.

## Description
La façade est plus large que l'église et est ornée de colonnes. Composée de deux étages (l'un dorique, l'autre corinthien), elle est couronnée d'un fronton triangulaire. Deux statues plus anciennes (représentant possiblement les apôtres Pierre et Paul) sont placées dans des alcôves.
Dans le chœur de l'église se trouve un imposant baldaquin en bois doré à la feuille, qui repose sur six grosses colonnes en Marbre de Caunes-Minervois. La Vierge de l'Assomption et les anges adorateurs ont quant à eux été sculptés sur place dans des blocs de Marbre de Carrare par Isidore et Jean Baratta, deux originaires d'Italie (en 1756). Ce dernier a également réalisé la représentation du Baptême du Christ dans la chapelle des fonts baptismaux. L'autel est surmonté d'un retable agrémenté d'une statue de Saint Michel réalisée par le menuisier Battandier.
Les toiles de l'Annonciation et de la Visitation qui ornent les chapelles latérales au chœur ont été réalisées par le peintre Jean-Baptiste Despax en 1767. Les décors peints de l'église datent de la seconde moitié du XIXe siècle. 
Les orgues datent de 1764 et ont été restaurées dans les années 1980 par l'entreprise Kern.

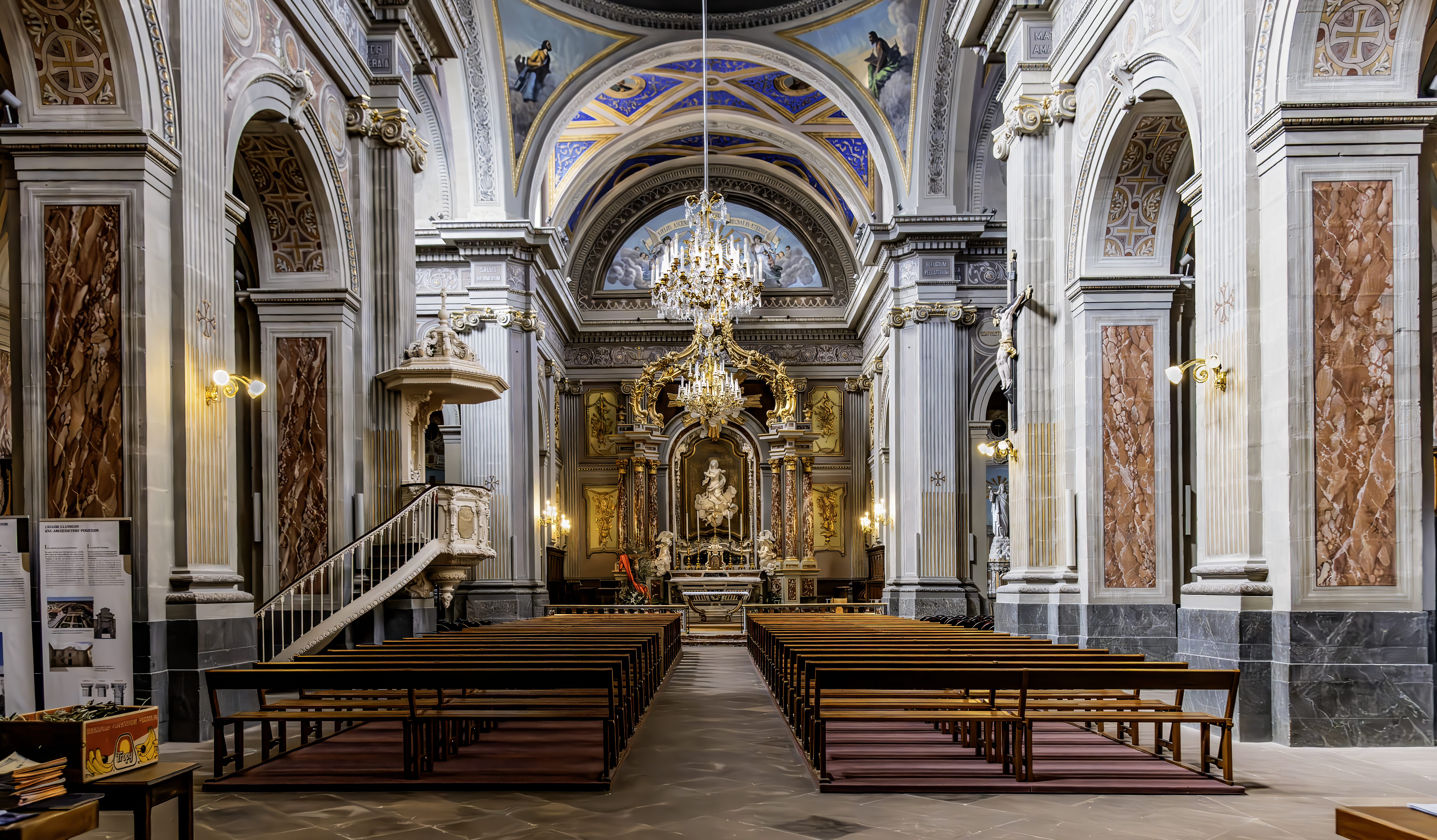
La nef et le Chœur
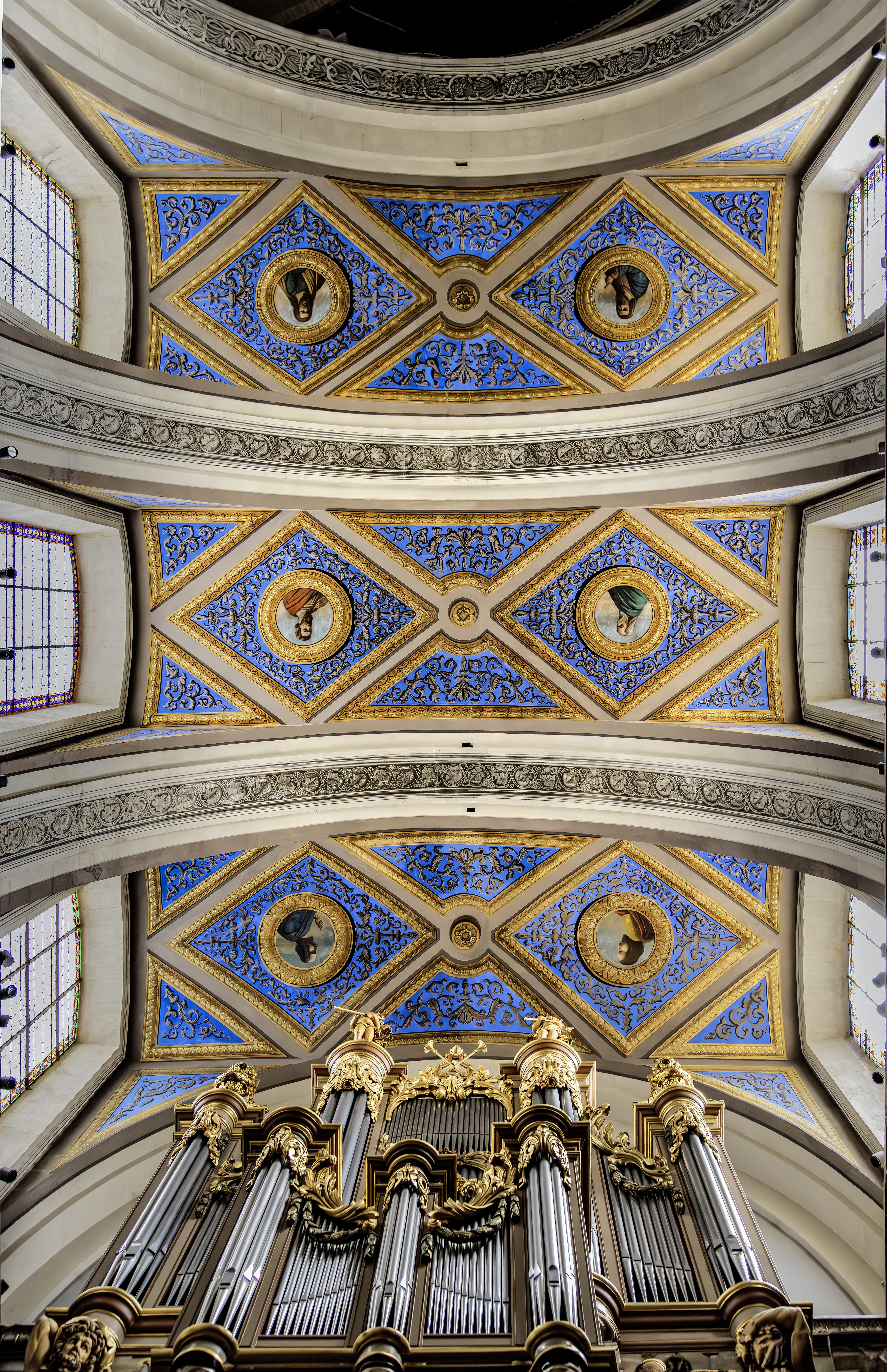
Le plafond de la nef
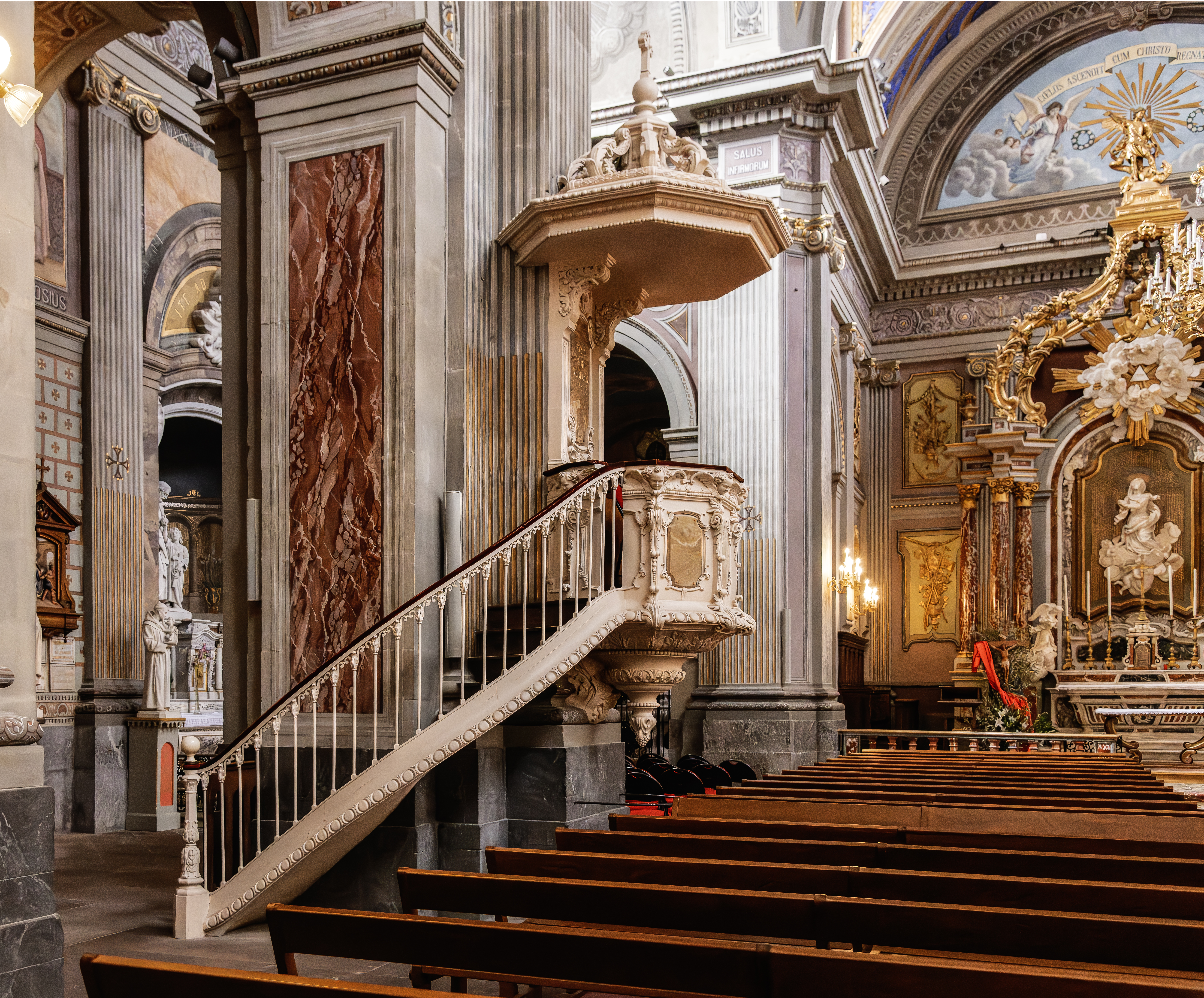
La Chaire
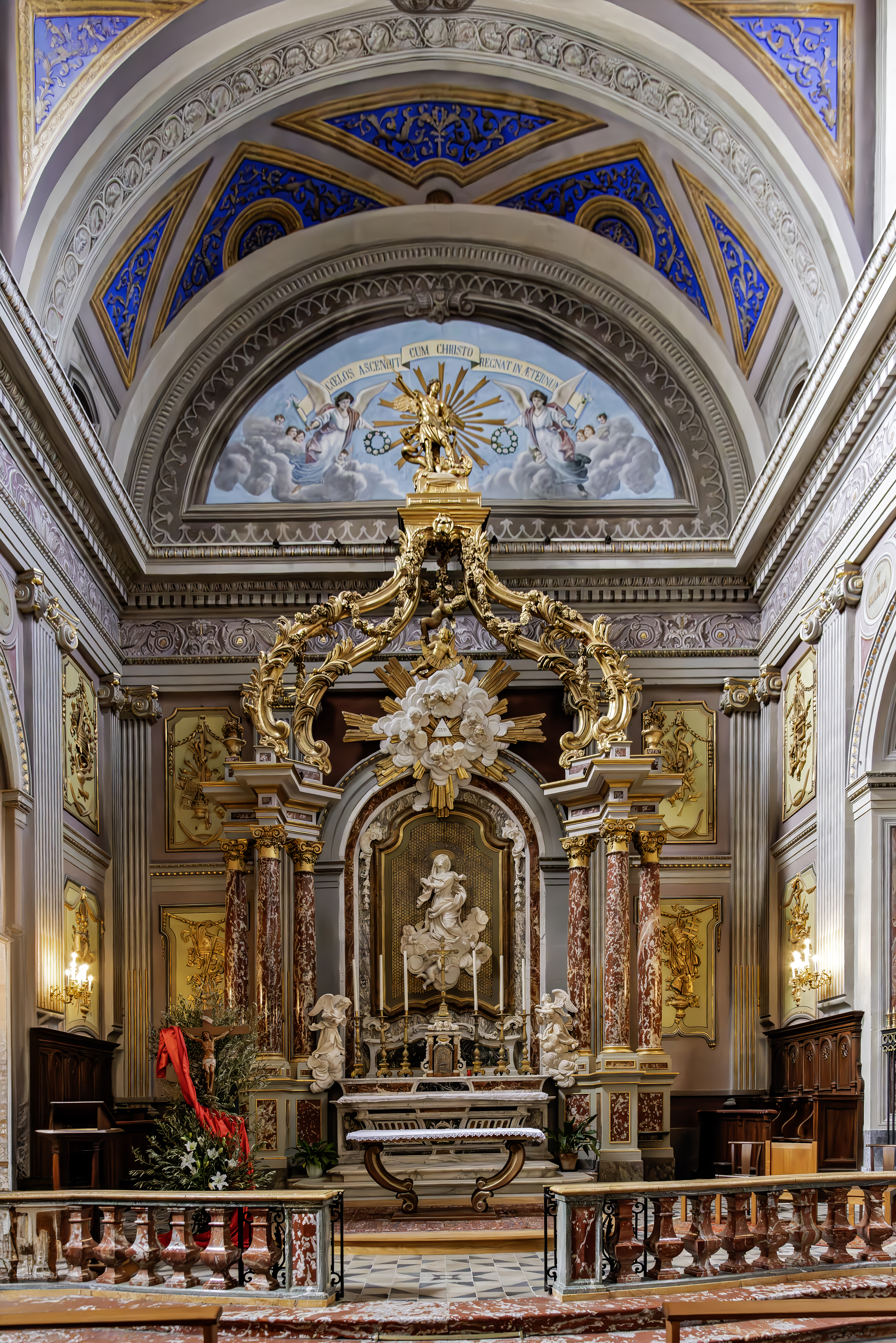
Le Chœur
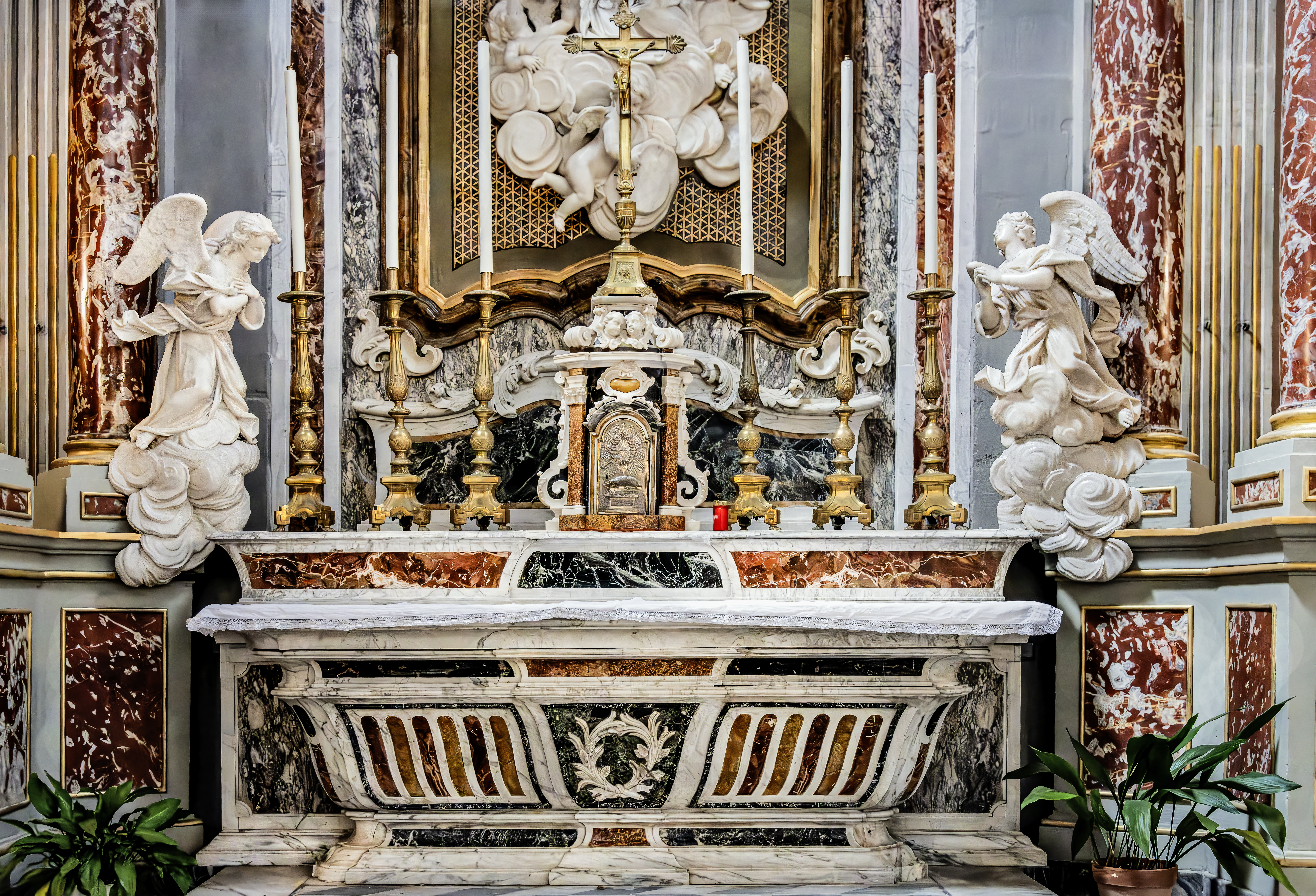
Le Maître-Autel
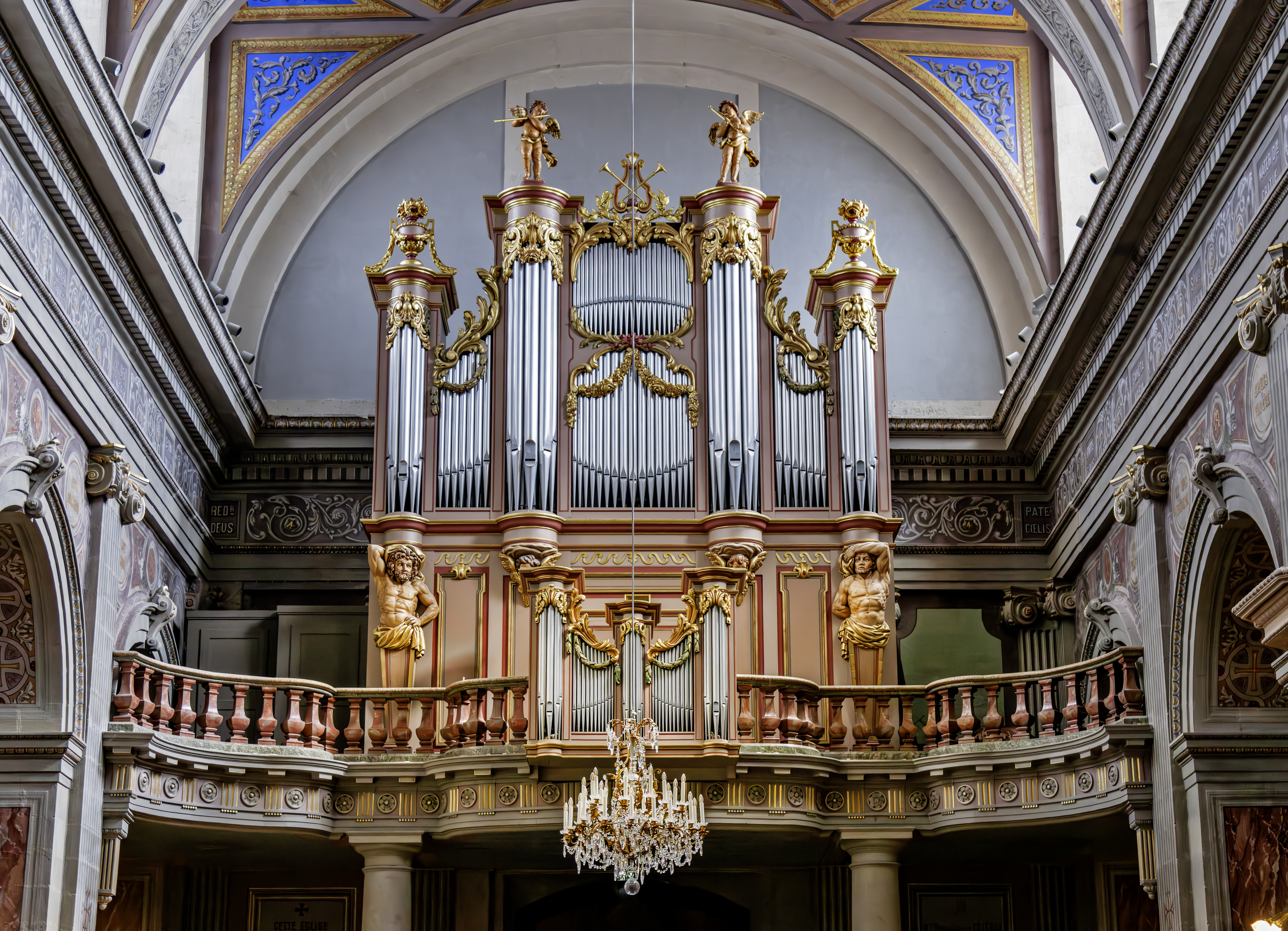
Orgue de tribune
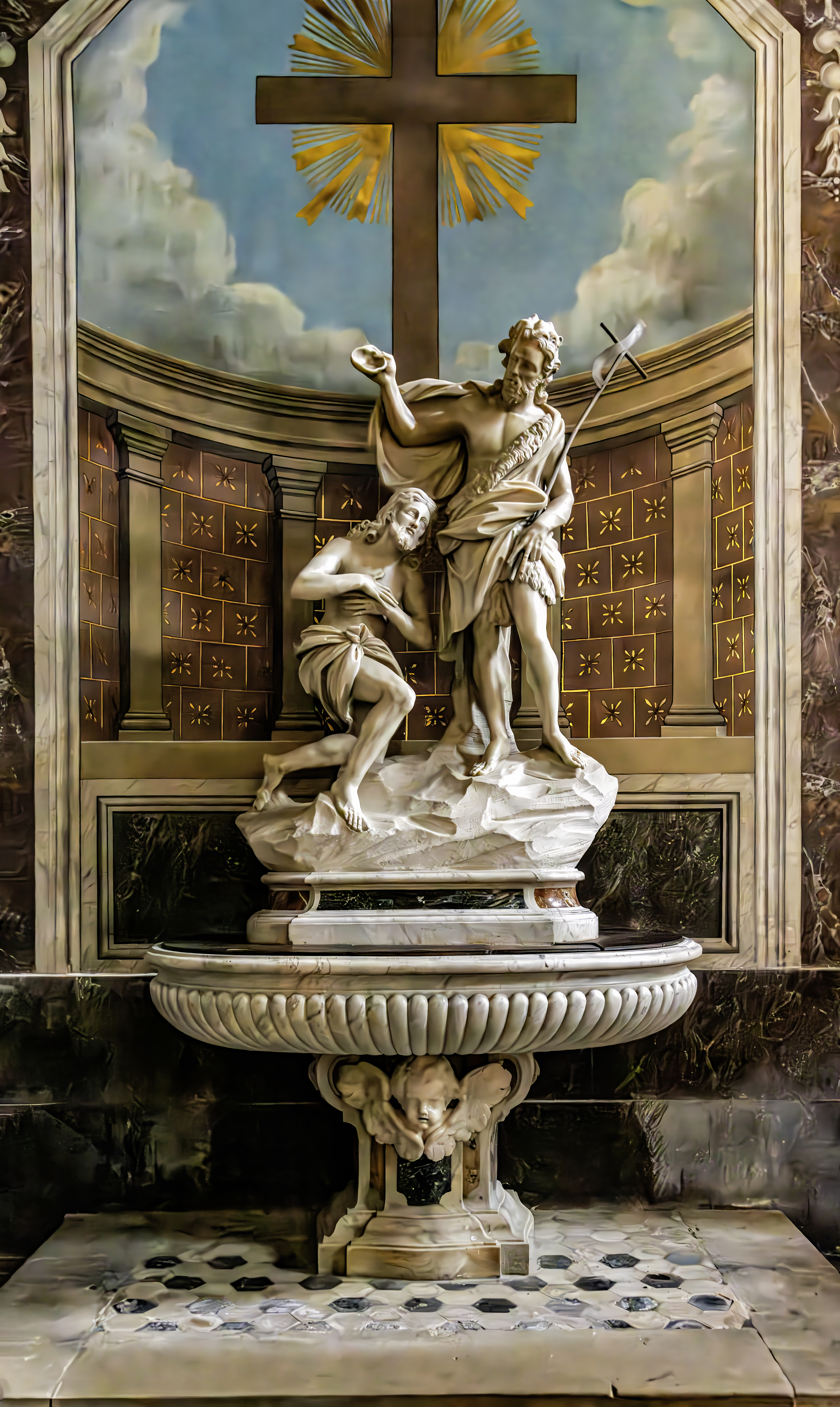
Les fonts baptismaux
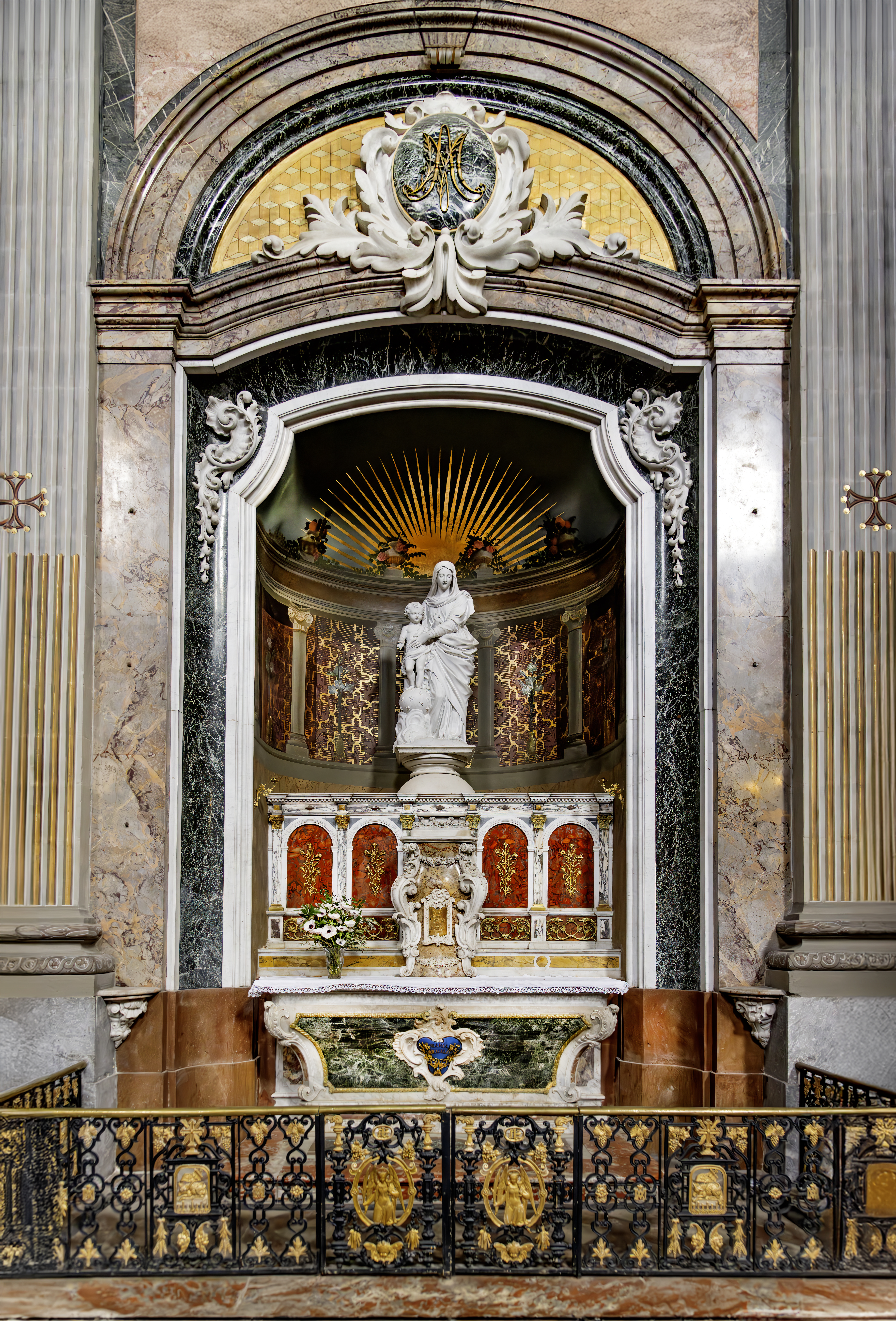
L'Autel de la Vierge
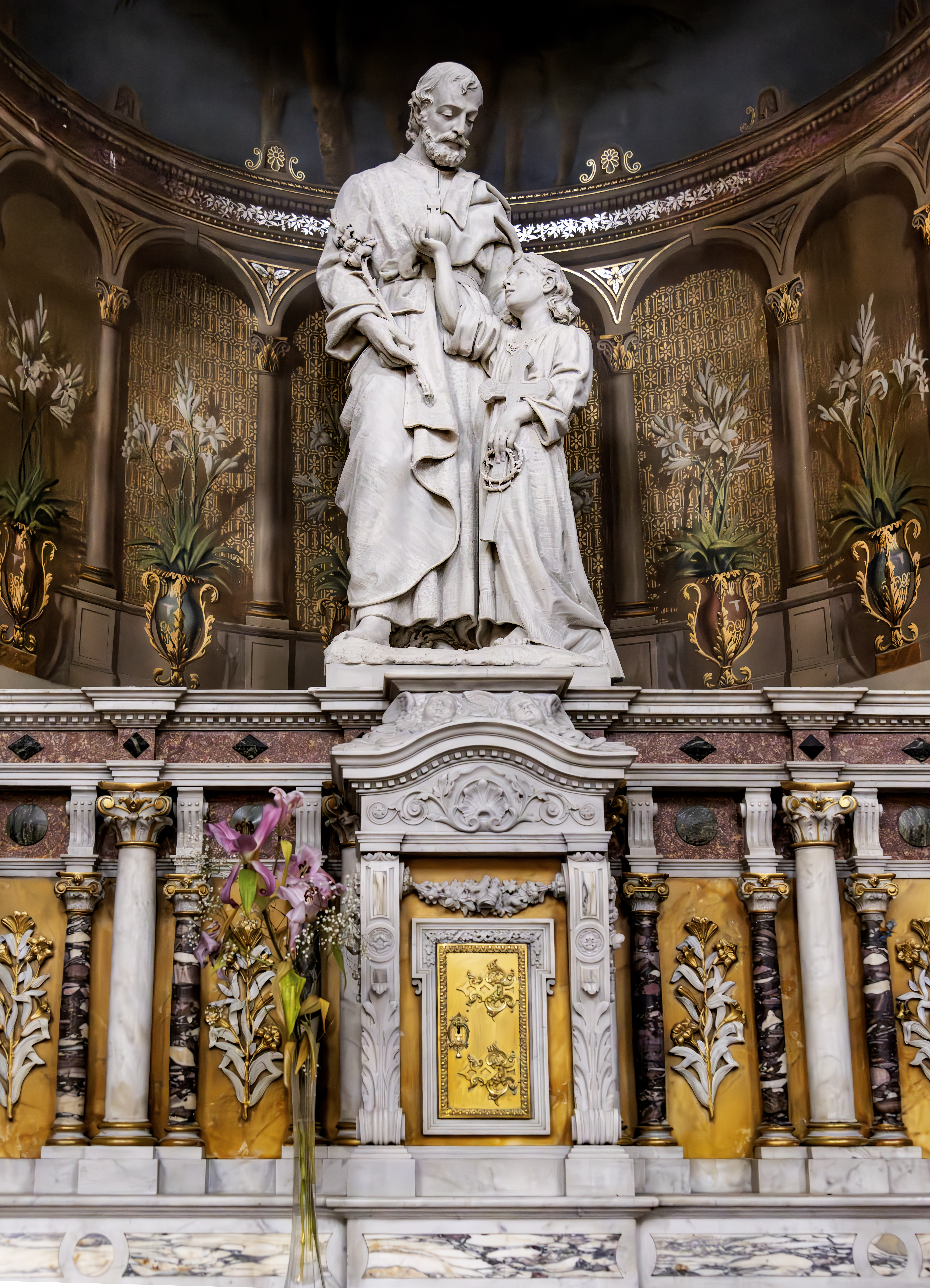
L'Autel de Saint-Joseph
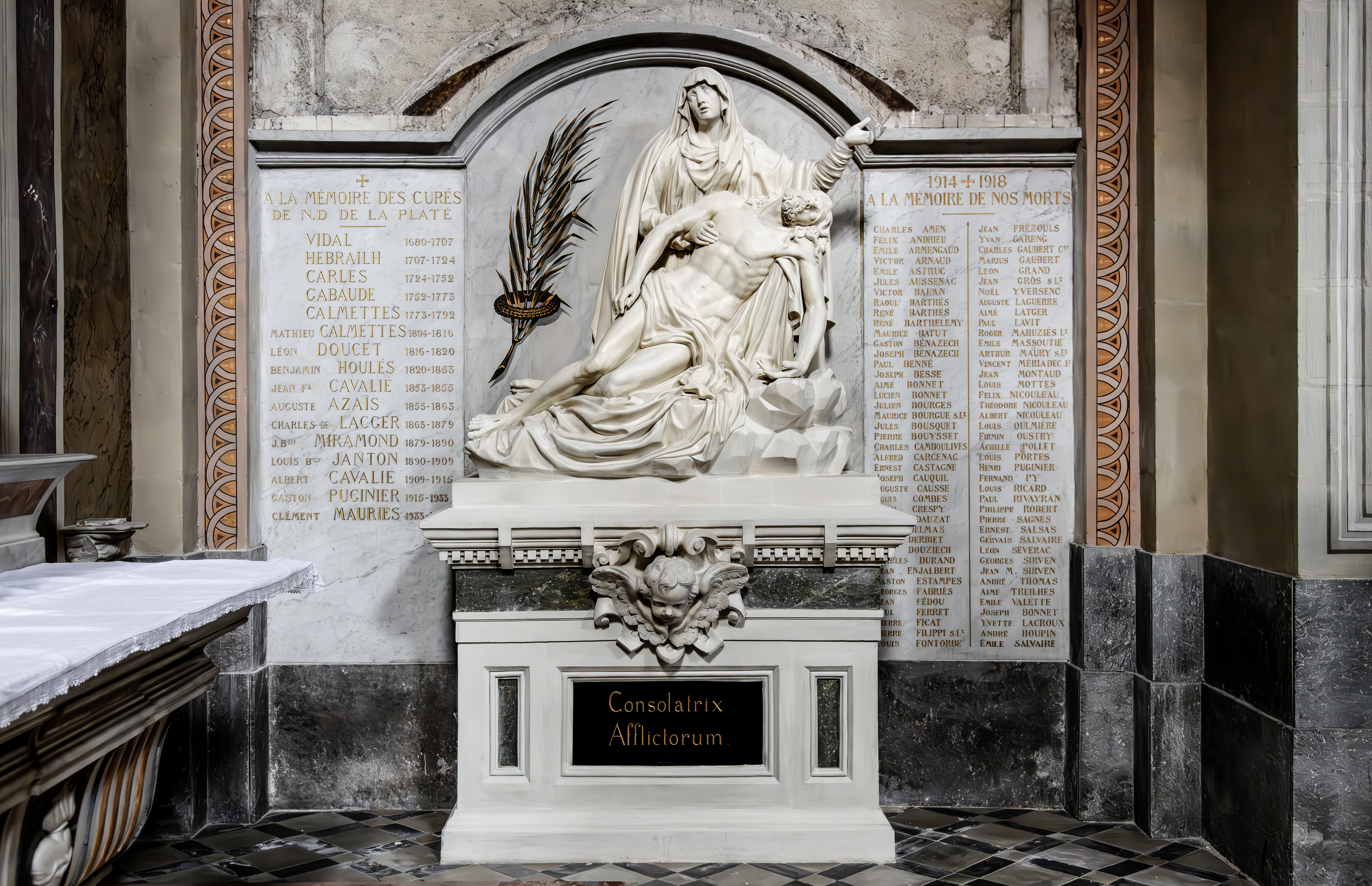
Monument aux Morts de la paroisse

## Le carillon

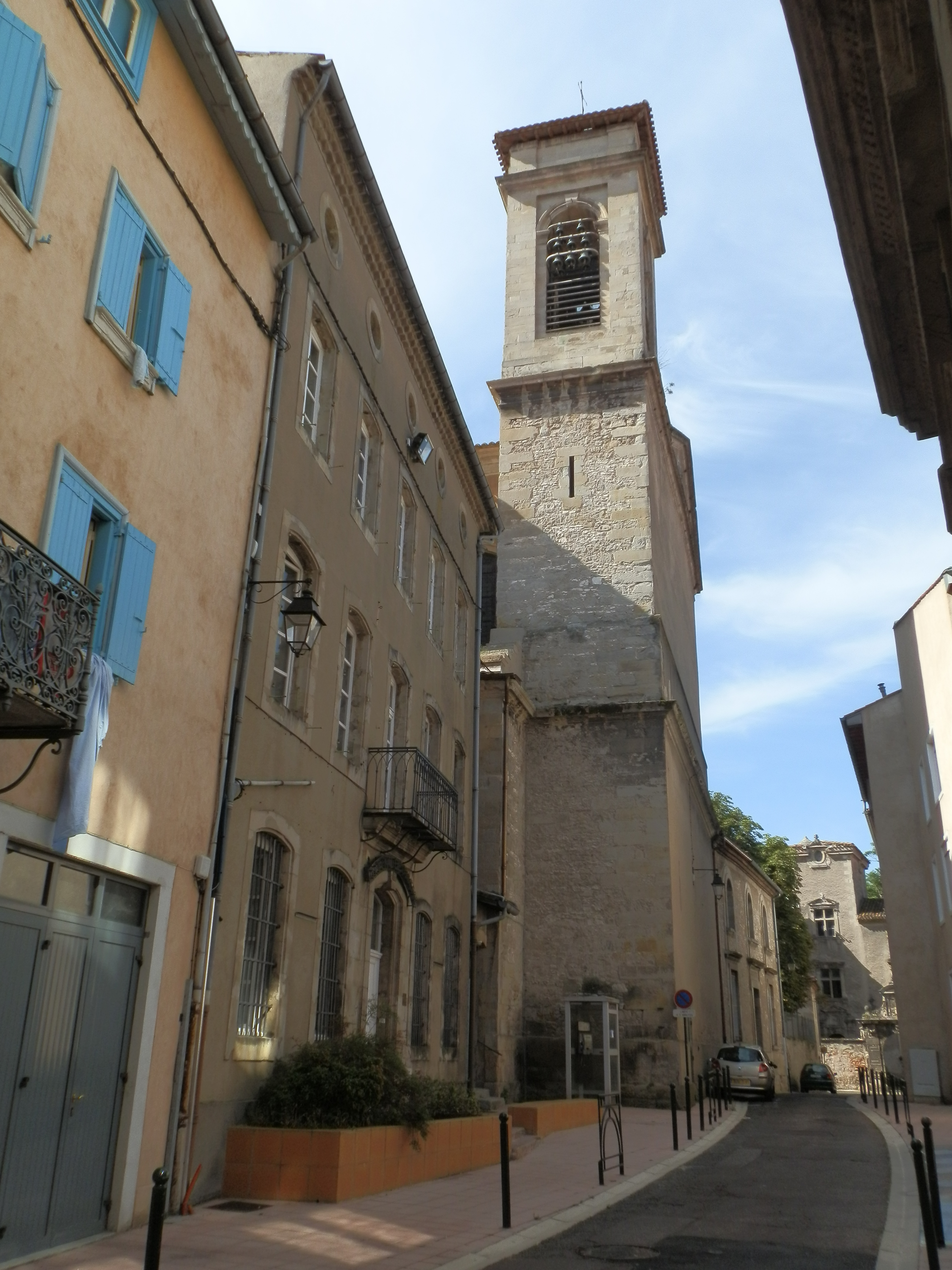
Le carillon de la Platé

En 1847, le curé de l'époque, M. Houlès, passe commande au fondeur toulousain Louison d'un carillon de 14 cloches, qui rejoignent la grande cloche "Louise" (600 kg), provenant du temple protestant détruit en 1685. 
Bien que musicalement discutable, l'instrument va rester dans son état d'origine et fonctionner à l'aide d'un clavier traditionnel jusqu'en 1972, où les premiers travaux de restauration de la charpente, boiseries et des jougs des cloches sont entrepris. En 1976, les cloches furent, à l'exception de deux, descendues du clocher et refondues. Cette même année, la fonderie Paccard d'Annecy-le-Vieux livra un ensemble campanaire neuf de 24 cloches. Un nouveau clavier manuel coup-de-poing de type flamand fut également installé. Au fil des années, de nouvelles cloches furent ajoutées pour étoffer la tessiture de l'instrument. La plus récente, un La3 de 450 kg fut installée en 2016. Le carillon possède ainsi 34 cloches, soit presque trois octaves chromatiques.
La particularité de cet instrument réside dans le fait qu'il est entièrement manuel, aucun système de tintement ou de volée électrique n'est présent. Il est l'un des rares carillons du sud de la France à ne s'être jamais arrêté de sonner régulièrement depuis sa création.
L'accès au clocher est libre lorsque le carillon sonne, et ce, tous les premiers samedis du mois à de 11h à midi, lors des principales fêtes religieuses ou traditions locales (comme le Nadalet, du 17 au 23 décembre dès 18h30) mais aussi à l'occasion des Journées européennes du patrimoine, pour la fête de la musique ou encore lors des visites organisées par l'office de tourisme de Castres.